# Chauliognathus
Chauliognathus es un género de coleópteros de la familia Cantharidae, subfamilia Chauliognathinae y tribu Chauliognathini. El género contiene centenares de especies.
Las larvas son depredadores. Los adultos miden de 8 a 14 mm. Los élitros o alas anteriores son en general más blandas que las de otros escarabajos. Se encuentran frecuentemente en flores alimentándose de polen y néctar, aunque también algunos son depredadores de otros insectos. Son de distribución mundial.

## Especies
- Chauliognathus arizonensis (Fender, 1964)
- Chauliognathus basalis (LeConte, 1859)
- Chauliognathus deceptus (Fender, 1964)
- Chauliognathus discus (LeConte, 1853)
- Chauliognathus expansus
- Chauliognathus fallax
- Chauliognathus fasciatus (LeConte, 1881)
- Chauliognathus flavipes
- Chauliognathus ineptus (Horn, 1885)
- Chauliognathus lecontei (Champion, 1914)
- Chauliognathus lewisi (Crotch, 1874)
- Chauliognathus limbicollis (LeConte, 1858)
- Chauliognathus lineatus
- Chauliognathus lugubris
- Chauliognathus marginatus (Fabricius, 1775)
- Chauliognathus misellus (Horn, 1885)
- Chauliognathus morios
- Chauliognathus obscurus (Schaeffer, 1909)
- Chauliognathus octamaculatus
- Chauliognathus omissus (Fall, 1930)
- Chauliognathus opacus (LeConte 1866)
- Chauliognathus pensylvanicus (De Geer, 1774)
- Chauliognathus profundus (LeConte, 1858)
- Chauliognathus opacus (LeConte, 1866)
- Chauliognathus riograndensis
- Chauliognathus scutellaris (LeConte, 1858)
- Chauliognathus tetrapunctatus
- Chauliognathus transversus (Fender, 1964)
- Chauliognathus werneri (Fender, 1964)
- Chauliognathus atacamanus (Wittmer, 1961) [Chile]
- Chauliognathus basiobscurus (Wittmer, 1964)
- Chauliognathus blumi (Wittmer, 1997) [Irian Jaya, Indonesia]
- Chauliognathus cheesmanae (Wittmer, 1964) [Nueva Guinea)
- Chauliognathus curimguanus (Wittmer, 1974) [Venezuela]
- Chauliognathus epipleuralis (Wittmer, 1974) [Bolivia]
- Chauliognathus marginithorax (Samuelson, 1971)
- Chauliognathus politus (Samuelson, 1971)
- Chauliognathus ramulosus (Wittmer, 1974) [Colombia]
- Chauliognathus schawalleri (Wittmer, 1997) [Irian Jaya, Indonesia]
- Chauliognathus schneblei (Wittmer, 1963) [Colombia]
- Chauliognathus swartensis (Samuelson, 1971)
- Chauliognathus tachiranus (Wittmer, 1974) [Venezuela]
- Chauliognathus tigrinus (Wittmer, 1966)
- Chauliognathus viridimicans (Samuelson, 1971)